# Hoplitis alchata
Hoplitis alchata är en biart som först beskrevs av Warncke 1990.  Hoplitis alchata ingår i släktet gnagbin, och familjen buksamlarbin. Inga underarter finns listade i Catalogue of Life.